# Chmielnik (województwo warmińsko-mazurskie)
Chmielnik (niem. Henriettenhof) – osada w Polsce położona w województwie warmińsko-mazurskim, w powiecie kętrzyńskim, w gminie Korsze.
W latach 1975–1998 miejscowość administracyjnie należała do województwa olsztyńskiego.